# Пихта бальзамическая
Пихта бальзамическая (лат. Abies balsamea) — вид рода Пихта семейства Сосновые (Pinaceae), вечнозелёное хвойное дерево.

## Распространение и среда обитания
Занимает огромные площади в Северной Америке, её ареал доходит на востоке до берегов Атлантического океана. Довольно морозостойка, но в то же время теплолюбива, требовательна к мягкости климата: распространена прежде всего в умеренном климате с ослабленной континентальностью — во влажном континентальном с тёплым (а иногда и жарким, но с достаточным увлажнением или сравнительно прохладным, но продолжительным) летом и в переходном к морскому. Зимы в пределах естественного ареала произрастания данной древесной породы умеренно холодные или мягкие. Пихта бальзамическая предъявляет повышенные требования к режиму увлажнения местообитаний и плодородию почвы. Не выносит многолетней мерзлоты, подступающей к почвенному слою. Поэтому, в отличие от нетребовательных к теплу и приспособленных к суровому резко континентальному климату ели чёрной, ели сизой и лиственницы американской, на север заходит очень недалеко, достигая самой северной оконечности своего ареала (примерно 58° 30' с. ш.) на территории канадской провинции Альберта (см. карту ареала). Произрастает в основном на юге таёжной зоны и в составе хвойно-широколиственных лесов, хотя на полуострове Лабрадор, где климат мягче, чем в крайних северо-западной и северной частях североамериканского континента, местами заходит и в зону лесотундры, а к югу и юго-западу от Гудзонова залива иногда проникает к северной границе тайги (в связи с охлаждающим влиянием холодного Лабрадорского течения, Гудзонова залива и в меньшей степени — залива Джеймс, которое наблюдается в период вегетации растительности, биомы тайги и лесотундры здесь сильно смещены на юг).
Выведено много декоративных форм. Имеет важное лесопромышленное значение в Канаде и США.

## Биологическое описание
Дерево высотой 15—25 метров с правильной конусовидной кроной, опущенной до самой земли.
Кора серо-коричневая, гладкая.
Хвоя длиной 1,5—2,5 см, тупая или слегка выемчатая на конце, сверху тёмно-зелёная, блестящая, снизу с беловатыми полосками. На ветвях расположена гребенчато.
Шишки овально-цилиндрические, длиной 5—10 см, диаметром 2—2,5 см, в начале развития тёмно-фиолетовые.
Корневая система поверхностная.
Продолжительность жизни 150—200 лет.

## Использование
Используется в качестве рождественского дерева (новогодней ёлки) в Северной Америке. Более того, в Канаде пихта бальзамическая используется как источник канадского бальзама.

## В культуре
Относительно морозостойка и теневынослива, достаточно газоустойчива. Хорошо растёт на влажных аллювиальных и суглинистых почвах, плохо на подзолистых и песчаных. 
Молодые растения растут медленно, взрослые быстрее. 
Относительно хорошо растёт в лесной зоне России (на север до широты Санкт-Петербурга включительно, на восток до Екатеринбурга),а на Юг до Саратова (включительно).В садах и парках Украины имеются деревья высотой до 15 метров. 
Рекомендуется для посадок солитерами и небольшими группами.

## Сорта

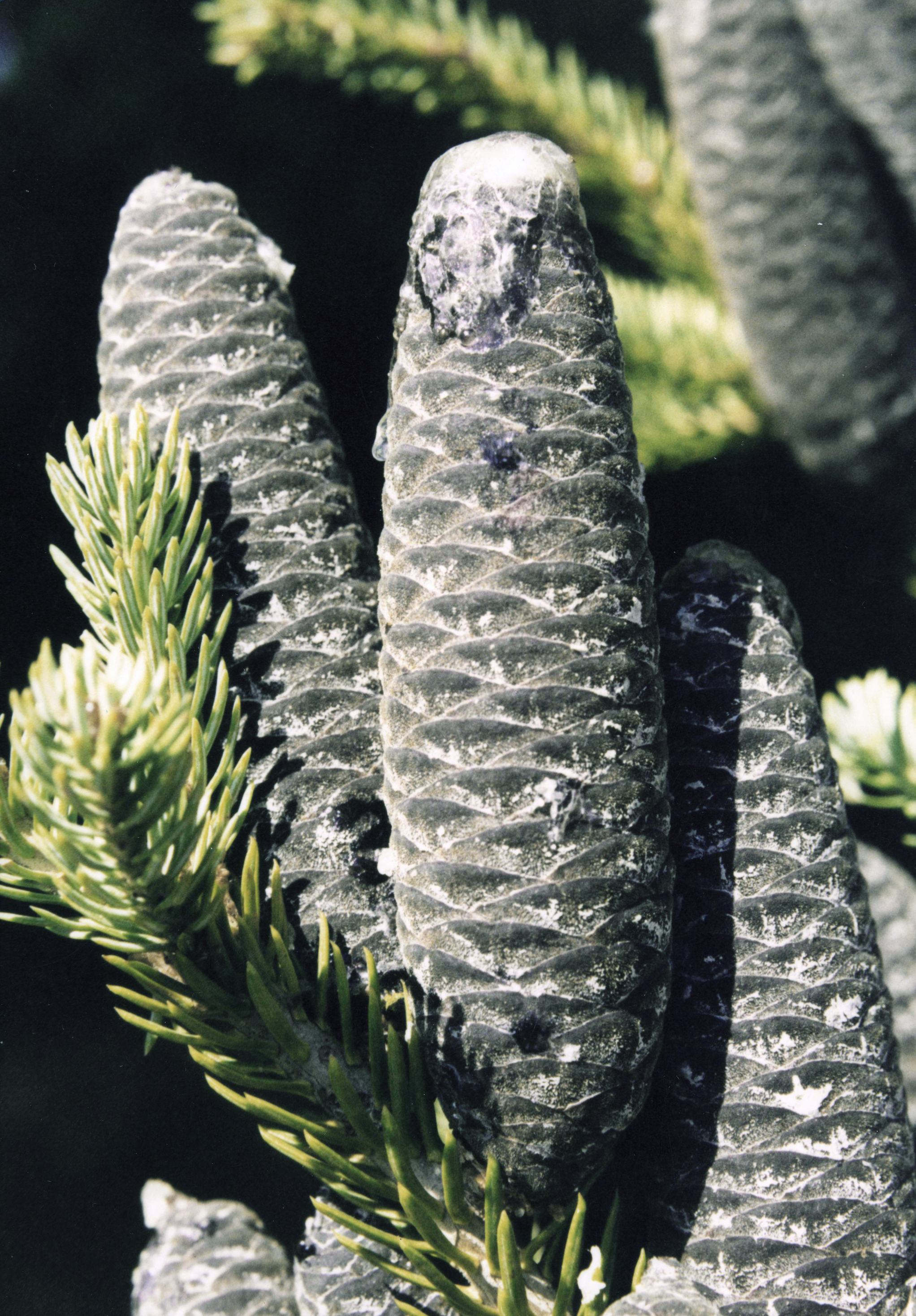
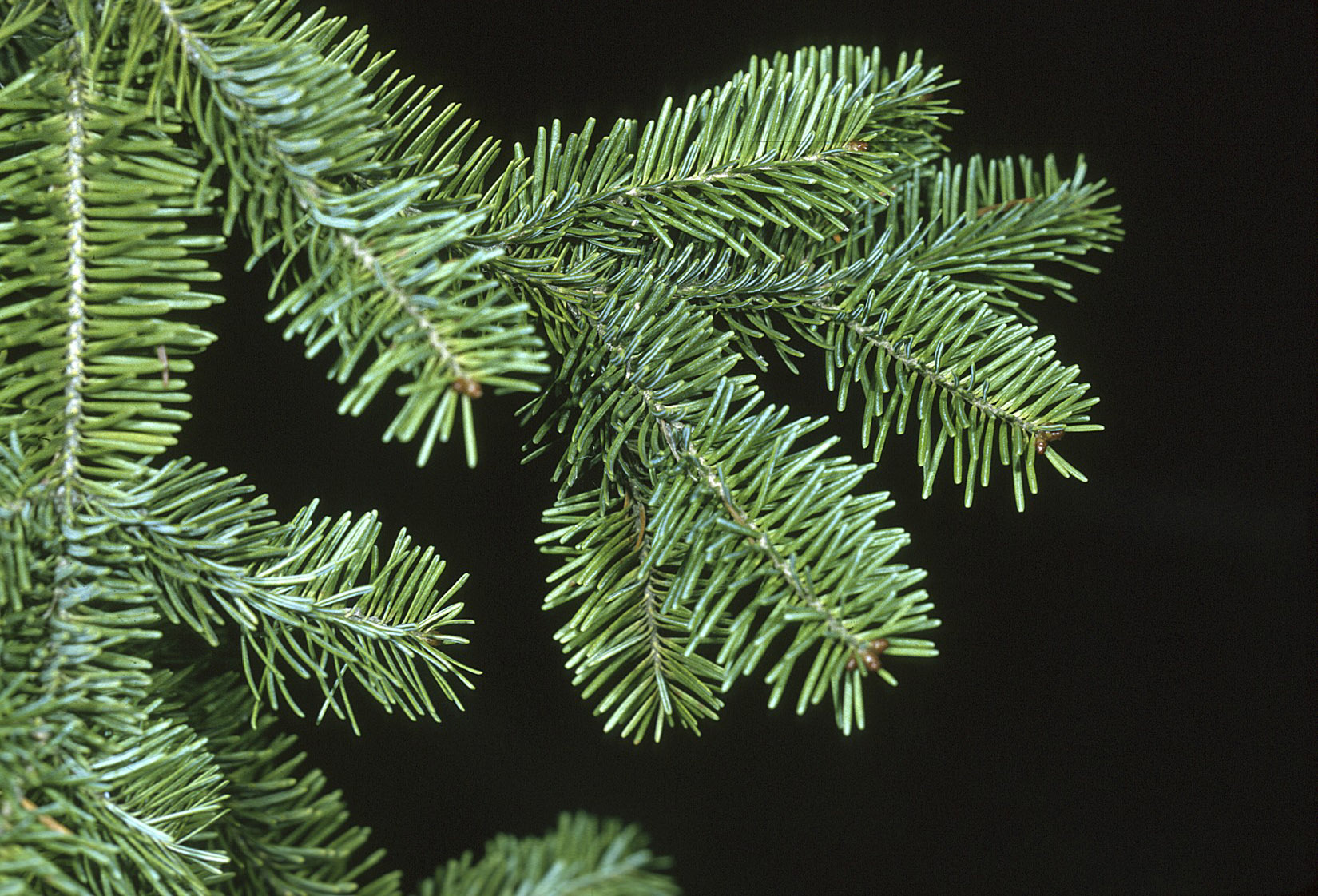
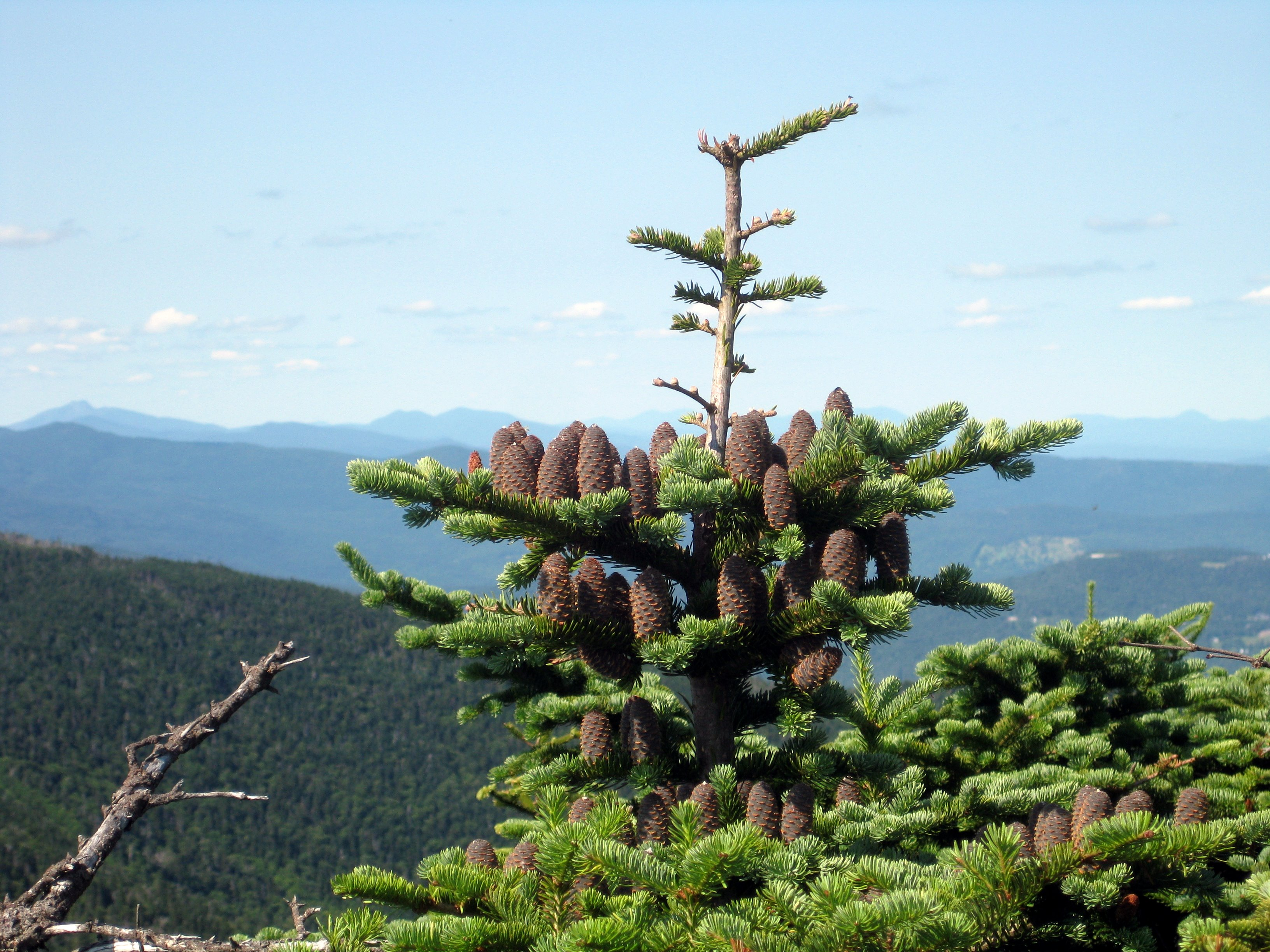
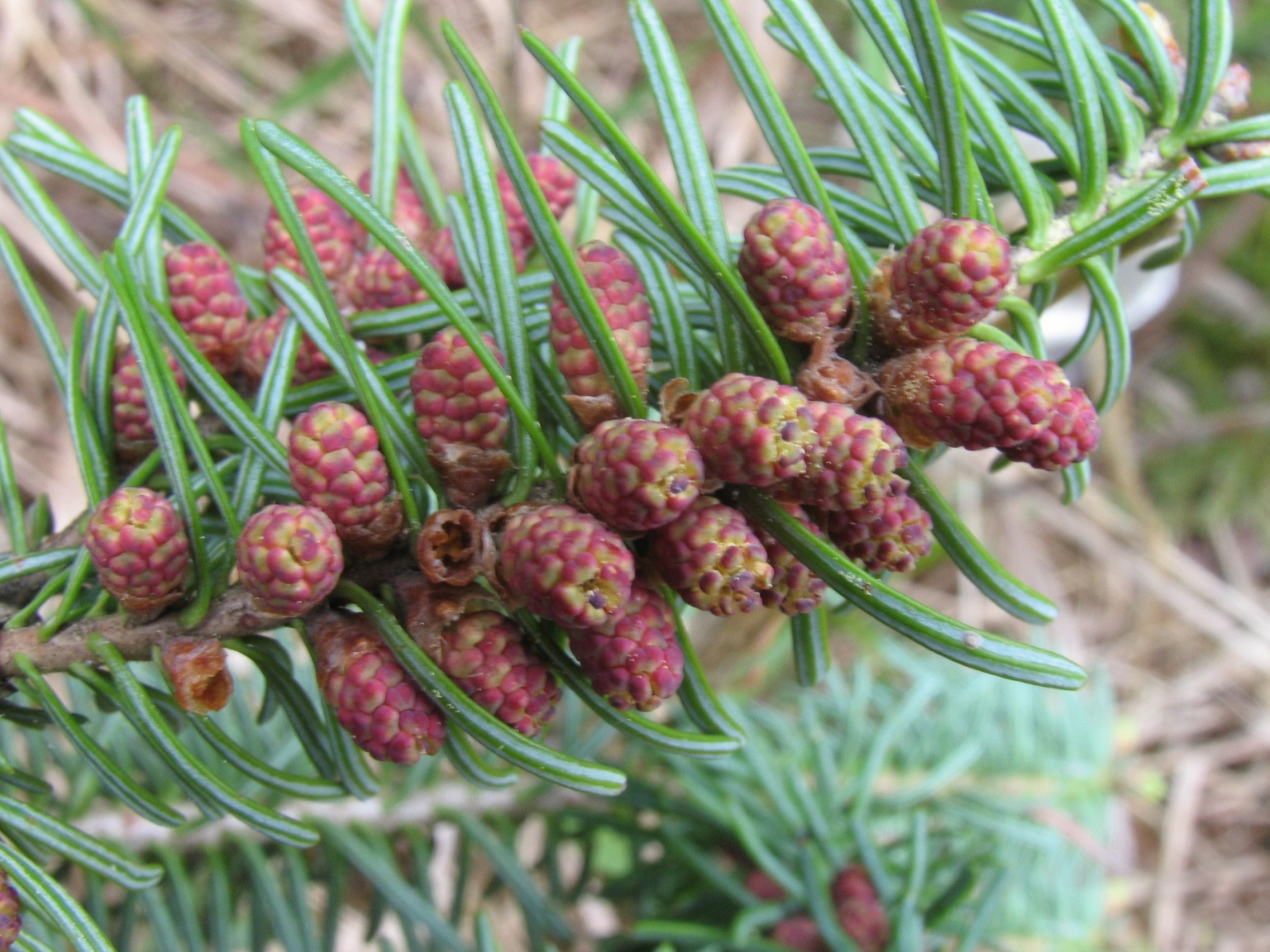

- 'Argentea'. Хвоя на концах белая[8].
- 'Columnaris'. Крона колонновидная.
- 'Glauca' Beissn.. Форма роста, как у номинальной формы. Верхняя часть хвои голубоватая[8].
- 'Nana'. Плотная, почти шаровидная форма крона. Хвоя короткая, тёмно-зелёная[8]
- 'Piccolo' Edwin Carstens Nursery, 1987, Германия. Высота около 40 см. Ветви короткие, плотно расположенные. Иглы тёмно-зелёные, почки красновато-коричневые. Красивый контраст между старыми и новыми иглами[9][10]. Зоны морозостойкости: 3a—8b.
- 'Little Jamie'. Карликовый сорт. Крона шаровидная.
- 'Prostrata'. Карликовый сорт. Ветви распростёртые над землёй[8].
- 'Variegata'. Хвоя жёлто-пёстрая[8].